# Dark Mist
Dark Mist è un videogioco in stile avventura dinamica e sparatutto a scorrimento sviluppato da Game Republic e pubblicato da Sony Computer Entertainment nel 2007 in Giappone e nel 2008 in Europa come titolo scaricabile tramite PlayStation Store.